# Miss Nothing
Miss Nothing è il secondo singolo del gruppo hard rock statunitense The Pretty Reckless, estratto dal loro primo album Light Me Up, pubblicato il 27 luglio 2010 negli Stati Uniti e il 22 agosto dello stesso anno nel Regno Unito dall'etichetta discografica Interscope Records.
Il singolo è stato pubblicato nei formati di CD singolo e di download digitale e nell'edizione britannica include, oltre che ad esso, una versione acustica del brano Make Me Wanna Die. Il singolo è entrato alla trentanovesima posizione della classifica britannica, per poi scomparirvi la settimana successiva.

## Tracce
CD singolo promo UK/UE
1. Miss Nothing – 3:13 (Taylor Momsen, Kato Khandwala and Ben Phillips)

Download digitale USA
1. Miss Nothing – 3:13 (Taylor Momsen, Kato Khandwala and Ben Phillips)

Download digitale UK
1. Miss Nothing – 3:13 (Taylor Momsen, Kato Khandwala and Ben Phillips)
2. Make Me Wanna Die (versione acustica) – 3:51 (Taylor Momsen, Kato Khandwala and Ben Phillips)

## Classifiche
| Classifica (2010) | Posizione massima |
| ----------------- | ----------------- |
| Regno Unito       | 39                |